# 식수절
식수절(植樹節)은 조선민주주의인민공화국에서 나무를 심는 것을 장려하기 위해 지정한 공휴일이다. 현재 3월 2일로 지정되어 있다.

## 개요
1946년 4월 6일 김일성이 문수봉에서 나무를 심은 이후, 1971년 최고인민회의 상임위원회 정령으로 4월 6일이 식수절로 지정되었다. 그러나 1999년, 1946년 3월 2일 김일성이 김정숙, 김정일과 함께 모란봉에 올라 산에 나무를 대대적으로 심도록 교시를 내린 것을 토대로 식수절이 3월 2일로 변경되었다.